# صنع المعنى

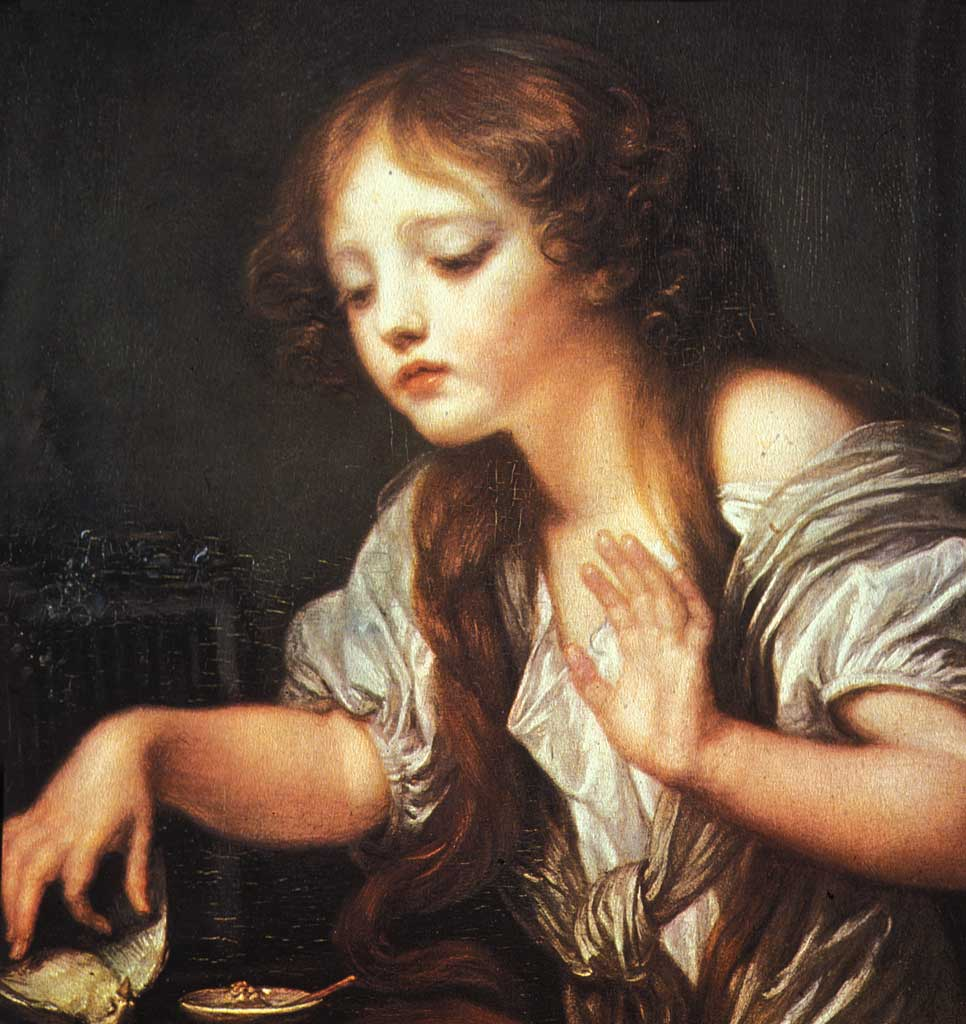
الفتاة الباكية - لوحة عاطفية درامية للفنان الفرنسي جان باتيست غروز

في علم النفس، يُقصد بعملية صنع المعنى كيفية تفسير الأشخاص، أو فهمهم لأحداث الحياة، والعلاقات، وأنفسهم. يُستخدم المصطلح بشكل واسع في المجالات المتعلقة بعلم النفس الاستشاري، والعلاج النفسي، خاصة مع الأشخاص الذين تعرضوا لمواقف معينة كموت أحد الأقرباء، أو خسارة، ويستخدم المصطلح أيضًا في علم النفس التربوي.
بمعنى أوسع، صنع المعنى هو الهدف الرئيسي من البيولوجيا، والسيميائية، وغيرها من المجالات، ويكون صنع المعنى الاجتماعي هو الهدف الرئيسي للبحث في السيميائية الاجتماعية، والتخصصات الأخرى ذات الصلة بالموضوع.

## تاريخيًا
```
طرح فيكتور فرانكل، وهو طبيب نفسي، وأحد الناجين من 
محرقة يهود أوروبا
، ومؤسس المعالجة المنطقية في الأربعينيات من القرن العشرين كتابه «بحث الإنسان عن المعنى» لعام 1946، وبين من خلاله أن الدافع الرئيسي للإنسان هو اكتشاف المعنى من الحياة، وأصر فرانكل على أنه يمكن اكتشاف المعنى في جميع الظروف، حتى في أكثر التجارب خسارة ومأساة، وقال بأنه قد يشعر الإنسان بالمعنى عبر قيامه بعمل ما، أو تجربة شيء ما له قيمة، أو اختبار 
المعاناة
، وبالرغم من أن فرانكل لم يستخدم مصطلح صنع المعنى إلا أن تركيزه على صنع المعنى أثر كثيرًا على علماء النفس فيما بعد.
[
3
]
```

نشر كل من نيل بوستمان وتشارلز واينجارتنر، وكلاهما من النقاد التربويين فصلًا بعنوان «صنع المعنى» في كتابهم عام 1969، ووصفوا سبب تفضيلهم لمصطلح صنع المعنى عن أي استعارات أخرى للتعلم والتدريس.
إذ جاء في الكتاب:
بحلول نهاية السبعينيات من القرن العشرين، استُخدم مصطلح «صنع المعنى» بتواتر متزايد، خاصة في نظرية التعلم البنائية التي تفترض أن المعرفة شيء يخلقه الناس بنشاط عندما يواجهون أشياء جديدة ويدمجون معلومات جديدة مع معرفتهم الحالية، استخدم عالم النفس التنموي روبرت كيجان مصطلح «صنع المعنى» كمفهوم رئيسي في العديد من النصوص المستشهد بها على نطاق واسع حول الاستشارات والتنمية البشرية التي نشرت في أواخر السبعينيات وأوائل الثمانينات.
كتب كيجان: "المعنى من الوجود البشري هو البحث عن المعنى، والكائنات الحية موجودة لتنتظم كما يقول بيري (1970) و"صنع" كلمة استخدمها علماء النفس متأثرون بنظرية جورج كيلي الشخصية.
في مراجعة لأدب صنع المعنى المنشور في عام 2010، أشار عالم النفس كريستال إل. بارك إلى أن هناك مجموعة غنية من النظريات حول صنع المعنى، لكن الأبحاث التجريبية لم تواكب التطور النظري. في عام 2014، عقد المؤتمر الأول حول بناء المعنى الشخصي كجزء من مؤتمر المعنى الدولي الثامن الذي عقدته الشبكة الدولية حول المعنى الشخصي. 

## التعلم كصنع للمعنى
استخدم مصطلح صنع المعنى في علم النفس التربوي البنيوي للإشارة إلى النظرية الشخصية التي يخلقها الناس لمساعدتهم على فهم تأثيرات وعلاقات ومصادر المعرفة في عالمهم.
على سبيل المثال، طور عالم النفس روبرت كيجان إطارًا نظريًا يفترض خمسة مستويات لصنع المعنى؛ يصف كل مستوى طريقة أكثر تقدمًا لفهم التجارب، ويحاول الأشخاص إتقان كل مستوى عند تطورهم نفسيًا. وبالمثل، وفقًا لنظرية التعلم التحويلي في علم الاجتماع والمعلم جاك ميزيروف، فإن البالغين يفسرون معنى تجاربهم من خلال الافتراضات العميقة، عندما يختبرون شيئًا يتناقض مع طريقتهم في التفاوض حول العالم أو يتحدّونه، عليهم أن يمروا بعملية تحويلية لتقييم افتراضاتهم وعمليات صنع المعنى. التجارب التي تجبر الأفراد على الانخراط في هذا التأمل الذاتي النقدي، أو ما يسميه Mezirow «المعضلات المربكة»، يمكن أن تكون أحداثًا مثل الخسارة، أو الصدمة، أو التحولات الحياتية المجهدة أو غيرها من الانقطاعات.

## في الفجيعة
مع تجربة الموت، غالبًا ما يوجِد الشخص القدرة على خلق معنى جديد لخسارته. قد تكون التدخلات التي تعزز صنع المعنى مفيدة للمتضررين، حيث تم العثور على بعض التدخلات لتحسين الصحة العقلية والصحة الجسدية. ومع ذلك، وفقا لبعض الباحثين، «بالنسبة لبعض الأفراد من خلفيات محبّة للتحدي، قد لا يكون البحث عن المعنى صحيًا من الناحية النفسية» وذلك عندما يكون المعنى الذي وجده الشخص يُجذّر المشكلة بدلًا من حلها.
يقول بعض الباحثين أن صنع المعنى يمكن أن يساعد الناس على الشعور باضطراب أقل، ويسمح للناس بأن يصبحوا أكثر مرونة في مواجهة الخسارة. على العكس، قد يؤدي الفشل في الوصول لمعنى الموت إلى مزيد من الكرب على المدى الطويل لبعض الناس.
هناك العديد من الاستراتيجيات التي يمكن للناس الاستفادة منها لصنع المعنى؛ تم تلخيص العديد منها في كتاب تقنيات علاج الحزن. طورت إحدى الدراسات «دستور معنى الخسارة» الذي يجمع استراتيجيات صنع المعنى المشتركة في 30 فئة. من بين استراتيجيات صنع المعنى هذه، تشمل أكثر الفئات استخدامًا: النمو الشخصي، الروابط الأسرية، الروحانية، تقييم الحياة، التأثير السلبي، عدم الثبات، تغيير نمط الحياة، التراحم، والتخلص من المعاناة.

### الروابط العائلية
الأفراد الذين يستخدمون الروابط العائلية الحالية لصنع المعاني لديهم «تغيير في النظرة و/أو السلوك تجاه أفراد العائلة»، من خلال إستراتيجية صنع المعنى هذه، يخلق الأفراد معنى الخسارة من خلال تفاعلهم مع أفراد العائلة، ويبذلون المزيد من الجهود لقضاء المزيد من الوقت معهم، فعندما يستخدم أفراد الأسرة لإعطاء معنى للفقد، تظهر استراتيجيات أكثر أهمية في نظام الأسرة. وهناك إستراتيجيتان يستخدمهما أفراد الأسرة لمساعدة بعضهم البعض، الأولى تكون بالتكلم عن ذكرياتهم عن المتوفى، والثانية هي التحدث إلى الأفراد الذين لا ينتمون للعائلة حول الخسارة.
عندما يكون أفراد العائلة قادرين على التعبير عن مواقفهم ومعتقداتهم بصراحة، يمكن أن يؤدي ذلك إلى انسجام أفضل وخلاف أقل في العائلة. كما أن صنع المعنى مع عائلة الشخص يزيد أيضًا من الرضا الزوجي عن طريق الحد من التوتر الأسري، خاصة إذا كان المتوفى هو أحد آخر من أفراد العائلة.

### الروحانية والتدين
إن صنع المعنى من خلال الروحانية والتدين أمر مهم لأنه يساعد الأفراد على التأقلم مع فقدانهم، وكذلك تطوير معتقداتهم الروحية أو الدينية، تساعد الروحانية والدين الشخص الحزين على التفكير في ما وراء الواقع، ومشاركة رؤيته للعالم، والشعور بالانتماء إلى المجتمعات ذات المعتقدات المشتركة.
عندما يكون للأفراد ذوي النظرة اللاهوتية للعالم معنى يرونه من خلال الروحانية والتديّن، فإن هؤلاء الأشخاص يعتقدون بأن لعلماء اللاهوت (أو القديسين) حياة صعبة، بالتالي يلجأون لهم لاستدراك معنى الخسارة.
هناك ثلاث طرق رئيسية يمكن للفرد المؤمن بالإله أن يخلق معنى من خلال الدين: إعادة تقييم دينية مطبوعة على حب الخير، إعادة تقييم معاقِبة للإله، وإعادة تقييم قوة الإله.
إن إعادة التقييم الدينية المطبوعة على حب الخير تجعل الله في مكان إيجابي وقد يرى المؤمنون الموت كجزء من خطة الله. وإعادة التقييم المعاقبة للإله تلقي اللوم عليه للفقدان، أو أن سبب الفقدان هو العقاب في الدنيا، وفي حالة إعادة تقييم قوة الله يُطلب منه التدخل في الموقف. تساهم كل هذه التقييمات في قدرة المؤمن على خلق معنى لفقدانه.
هناك إستراتيجية أخرى لصنع المعنى يستخدمها الناس وهي خلق المعنى من خلال تقييم حياتهم الخاصة. قد يحاول الأشخاص الذين يخلقون المعنى بهذه الطريقة الاعتزاز بالحياة التي لديهم، أو محاولة العثور على هدفهم في الحياة، أو تغيير نمط حياتهم.

## الإحسان
قد يرى بعض الناس معنى الموت من خلال الخدمات الخيرية مثل الجمعيات الخيرية والمؤسسات والمنظمات. إن صنع المعنى من خلال العمل الخيري يمكن أن يخلق الدعم المالي والدعم الاجتماعي والدعم العاطفي ويساعد على خلق نتائج إيجابية من التجربة السلبية للموت. على سبيل المثال، وصفَ أحد الأزواج الذين فقدوا طفلاً كيف قاموا بتطوير «مشروع نورا» بعد وفاة ابنتهم من ذوي الإعاقة، من أجل المساعدة في توفير الكراسي المتحركة للأطفال ذوي الإعاقة في جميع أنحاء العالم. قالت الأم: «مع مشروع نورا، أنا أيضًا أساعد في الشفاء، حيث أنني قادرة على تحويل شيء مروع، كالطريقة التي ماتت بها، إلى شيء من شأنه أن يصنع الخير في العالم».
فمن الشائع للأفراد أن يرغبوا في خلق أو فعل شيء إيجابي للآخرين كحال هذه الأم. يساعد العمل الخيري الأشخاص على تحقيق معنى من خلال إحياء الحياة بشكل مستمر وبإثارة بينما يساعدون الآخرين في نفس الوقت على تجربة مماثلة.